# Casamento morganático

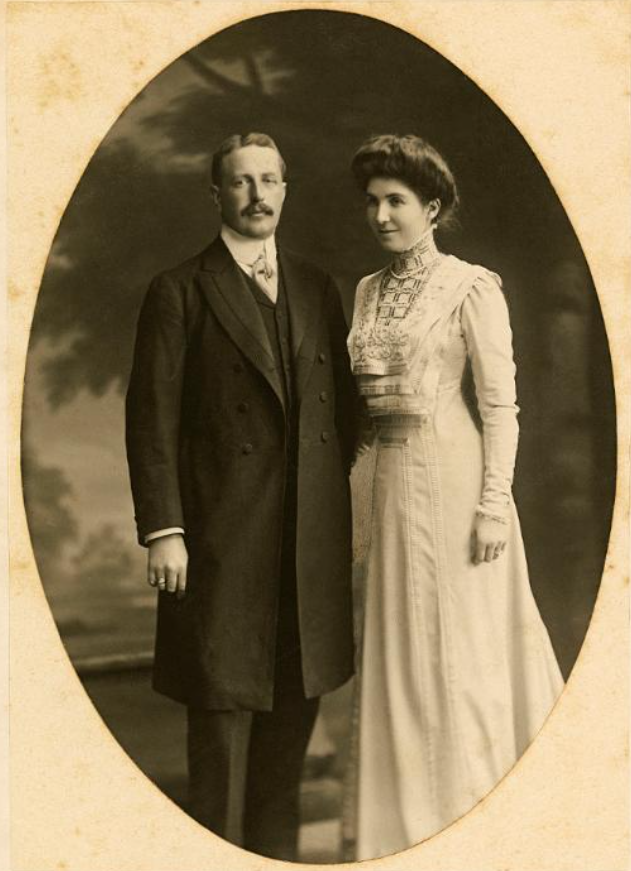
D. Pedro de Alcântara de Orléans e Bragança com sua esposa morganática, a condessa húngara Elisabeth de Dobrzenicz.

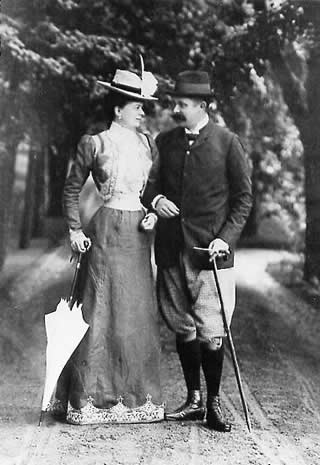
O Arquiduque Francisco Fernando da Áustria-Hungria e sua esposa morganática Sofia Chotek.

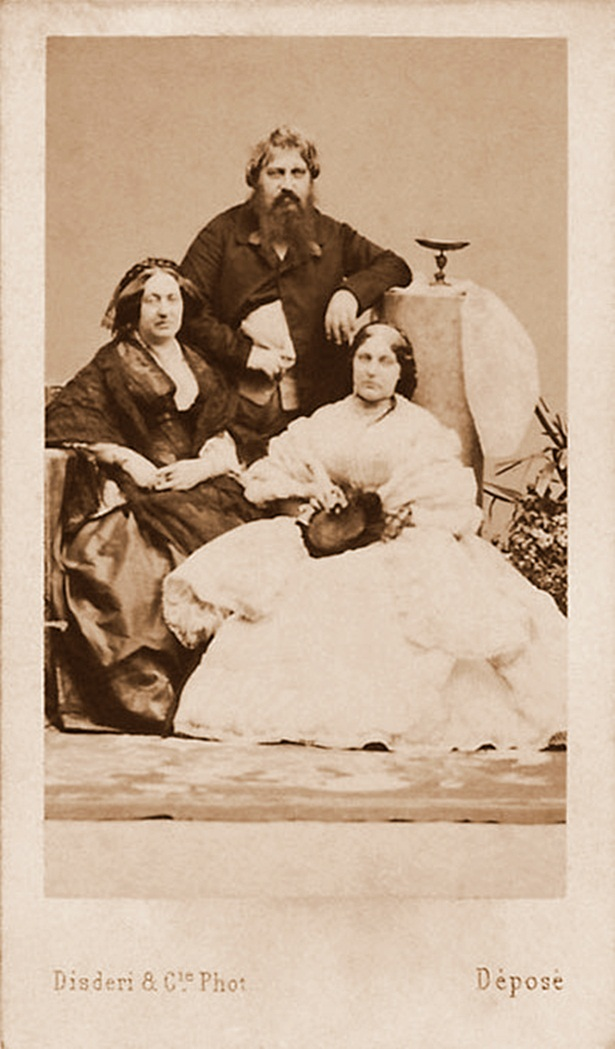
Carlos Fernando, Príncipe de Cápua com sua esposa morganática, a plebéia anglo-irlandesa Penelope Smyth (à esquerda) e sua filha, Vittoria (à direita).

O casamento morganático, também conhecido como casamento canhoto, é uma casamento em que um rei ou rainha, príncipe ou princesa desposa alguém de posição social inferior, alguém que não cumpra com os mesmo requisitos de posição ou privilégios que os seus, como um nobre de baixo escalão ou até mesmo plebeus.
No casamento morganático, geralmente o marido mantém seus títulos nobiliárquicos, e até seus direitos de sucessão, mas fora algumas excepções, estes não são estendidos ao seu consorte nem aos seus filhos.
Este tipo de casamento surgiu nos Estados germânicos na Idade Média, e posteriormente estendeu-se a quase toda a Europa. Ao ato estava associado um ritual preciso: na manhã que se seguia ao matrimónio, o marido, em presença de amigos e parentes de ambos, dava à mulher um presente simbólico (em alemão designado morgangeba, vocábulo formado de morgen (manhã) e geben (dar), que latinizado veio a dar morganaticus); esta, ao recebê-lo, perdia qualquer direito a títulos e reclamações posteriores sobre o património do marido, renúncia extensiva aos filhos de ambos.
A figura do casamento morganático, então prevista na legislação de alguns países europeus, mas nunca existiu em Portugal, nem nas leis escritas e nem nos costumes. No Reino de Portugal alguns reis casaram com mulheres que não eram oriundas de uma casa real europeia (exemplo: a rainha Leonor Teles de Meneses), mas nunca contraíram matrimônio com plebeias.
Exemplos:
- Em 1869, o rei Fernando II de Portugal, Príncipe de Saxe-Coburgo-Gota e viúvo da rainha D. Maria II de Portugal, casou com uma actriz de teatro, a famosa Elise Hensler, a quem foi dado o título de Condessa de Edla pelo primo de D. Fernando, o duque soberano Ernesto II.
- O rei Eduardo VIII do Reino Unido casou-se com a estadunidense Wallis Simpson em 3 de Junho de 1937. Todavia, depois de abdicar da coroa reverteu à condição de Príncipe do Reino Unido e Duque de Windsor.
- Em 1908, D. Pedro de Alcântara de Orléans e Bragança, então Príncipe Imperial do Brasil e herdeiro da Casa Imperial brasileira, casou-se com a condessa Elizabeth Dobrzensky de Dobrzenicz, uma nobre do Império Áustro-Húngaro. Por a noiva não pertencer a nenhuma casa real governante ou antes governante, a Princesa Isabel e seu marido o Príncipe Gastão, Conde d'Eu, pediram para que seu filho renunciasse dos seus direitos dinásticos em favor de seu irmão, o príncipe D. Luiz Maria Filipe de Orléans e Bragança.